# 아사히마에역
아사히마에역(일본어: 旭前駅, あさひまええき)은 일본 아이치현 오와리아사히시에 소재하는 나고야 철도 세토선의 역이다. 역 번호는 ST14이다.

## 역사
- 1905년 4월 2일: 영업 개시.
- 1942년: 아사히마에역으로 영업 재개.
- 1985년 4월 19일: 신역사 완공.
- 2006년
  - 8월 31일: 무인화 및 역 집중 관리 시스템 도입.
  - 12월 16일: 트랜 패스 대응 개시.
- 2011년 2월 11일: IC카드 승차권 manaca 도입.
- 2012년 2월 29일: 트랜 패스 공용 종료.
- 2015년 11월 21일: 정명 지번 변경에 따른 소재지가 오와리아사히 시 아사히마에초히로쿠테부터 오와리아사히 시 아사히마에초 5초메로 변경됨.

## 역 구조
상대식 승강장 2면 2선의 지상역이다.
무인역으로 역 집중 관리 시스템이 도입되어 있다. 역사와 개찰구는 2번 승강장(사카에마치 방면)에만 설치되어 있다. 무인화 후의 관리는 오조네 역이 담당하고 있지만 사고 시에는 산고역에서 담당자가 오게 된다.
오와리세토 방면 승강장의 동쪽 끝에 임시 개찰구가 있고 휠체어를 이용하고 있는 사람 등 배리어 프리의 위한 개찰구로 이용된다. 역 집중 관리 시스템 도입 전에는 이른 아침과 야간의 무인이 되는 시간대에 개방했고 하차 손님 표는 운전사가 회수했다.

### 승강장
| 번호 | 노선      | 방향 | 행선                    |
| ---- | --------- | ---- | ----------------------- |
| 1    | ■ 세토 선 | 하행 | 오와리세토 방면         |
| 2    | ■ 세토 선 | 상행 | 오조네・사카에마치 방면 |

## 역 주변
주변은 주택지이지만, 구획 정리 중에 공터가 눈에 띄고 최근에는 역전 로터리가 정비되었다.
- 다치야 아사히마에점
- 아사히사낙 본사
- 아이치 현립 아사히노 고등학교
- 아사히 정기 공업 본사

## 사진

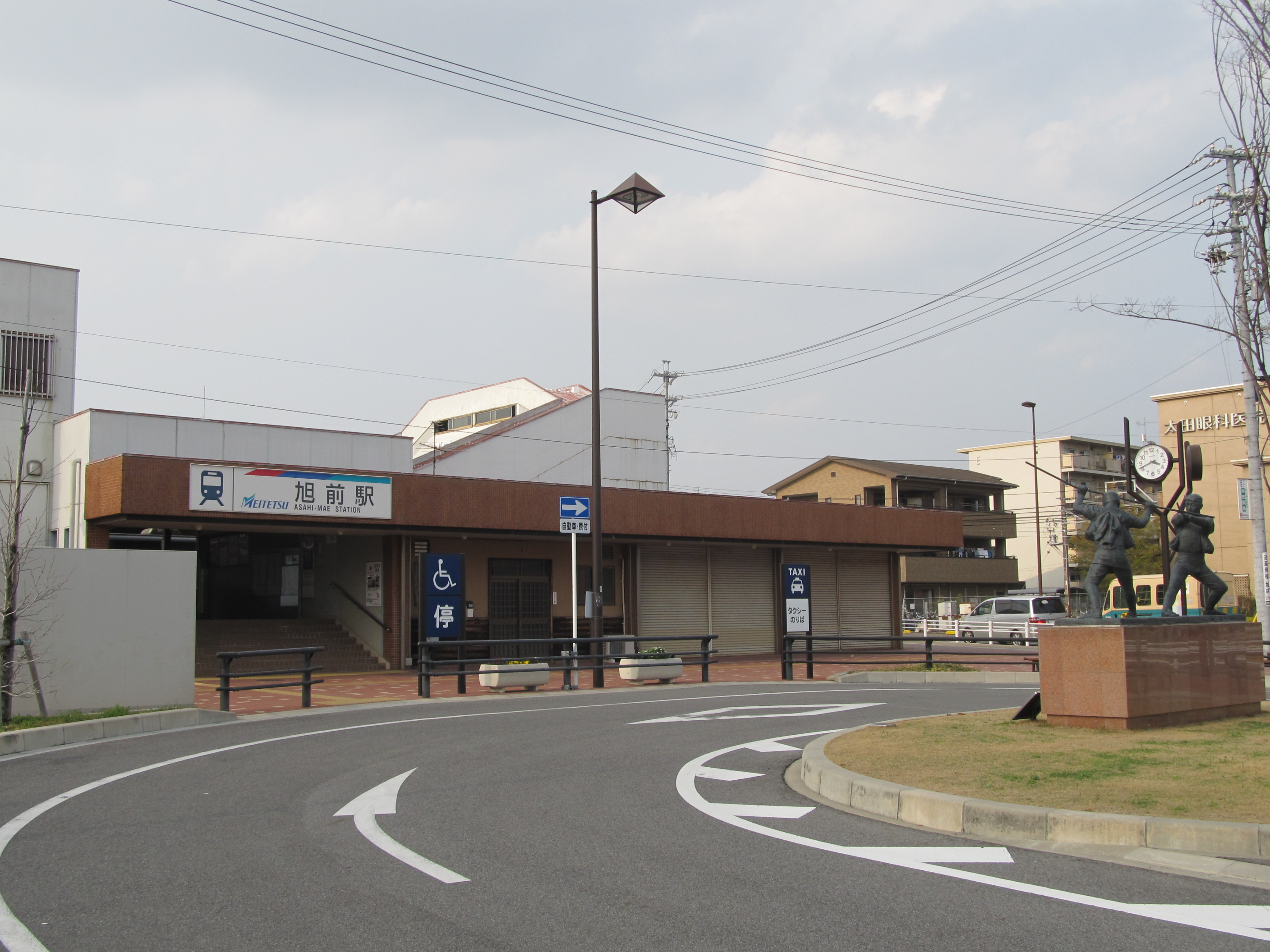
역전 로터리

## 인접역
| 나고야 철도 ■ 세토선      | 나고야 철도 ■ 세토선 | 나고야 철도 ■ 세토선              |
| ------------------------- | -------------------- | --------------------------------- |
| ST13 인바 사카에마치 방면 | ■ 준급 ■ 보통        | 오와리아사히 ST15 오와리세토 방면 |